# Sphegina catthae
Sphegina catthae är en tvåvingeart som beskrevs av Mutin 1984. Sphegina catthae ingår i släktet midjeblomflugor, och familjen blomflugor. Inga underarter finns listade i Catalogue of Life.